# Südostasienspiele 2013
Die 27. Südostasienspiele fanden vom 11. bis 23. Dezember 2013 in Naypyidaw statt, der Hauptstadt Myanmars.

## Ergebnisse
Badminton

## Teilnehmende Nationen
| Platz  | Land        | Gold | Silber | Bronze | Gesamt |
| ------ | ----------- | ---- | ------ | ------ | ------ |
| 1      | Thailand    | 107  | 94     | 81     | 282    |
| 2      | Myanmar     | 86   | 62     | 85     | 233    |
| 3      | Vietnam     | 73   | 86     | 86     | 245    |
| 4      | Indonesien  | 65   | 84     | 111    | 260    |
| 5      | Malaysia    | 43   | 38     | 77     | 158    |
| 6      | Singapur    | 34   | 29     | 45     | 108    |
| 7      | Philippinen | 29   | 34     | 38     | 101    |
| 8      | Laos        | 13   | 17     | 49     | 79     |
| 9      | Kambodscha  | 8    | 11     | 28     | 47     |
| 10     | Osttimor    | 2    | 3      | 5      | 10     |
| 11     | Brunei      | 1    | 1      | 6      | 8      |
| Gesamt |             |      |        |        |        |